# Congocellio uniformis
Congocellio uniformis är en kräftdjursart som beskrevs av Arcangeli 1950. Congocellio uniformis ingår i släktet Congocellio och familjen Porcellionidae. Inga underarter finns listade i Catalogue of Life.